# 米南佳保语维基百科
米南佳保语维基百科是維基百科的米南佳保语版本，网站于2013年2月7日正式推出。截至2020年7月9日，米南佳保语维基百科共有224,012个条目，72名活跃编辑者。